# Baptisteriul din Parma
Baptisteriul din Parma (în italiană Battistero di Parma) este un monument care ilustrează tranziția de la stilul romanic la cel gotic la începutul secolului al XIII-lea.